# Killing Joke (álbum de 1980)
Killing Joke es el título homónimo del álbum debut de la banda inglesa (Killing Joke) lanzado en agosto de 1980 por la compañía EG Records. Es considerado un clásico del post-punk y mencionado por algunos especialistas como pilar de la que en un futuro sería la música industrial. Esto debido a que en esta producción, aun cuando es muy rítmica y digerible, la estructura de la mayoría de los temas son composiciones con una base ambiental compuesta principalmente por sintetizadores análogos que emulan en cierta forma sonidos de máquinas; estos sonidos sirven como plataforma para un compendio de canciones que, por su misma estructura (sonidos de guitarra, ritmos de batería y bajo) remiten inmediatamente a una maquinaria que funciona a la perfección. Si a esto le sumamos las distorisones agregadas a la voz, la cual es en ocasiones casi robótica, entendemos el porqué este álbum se puede considerar un precursor de la música industrial.
Este disco es de los más representativos de la banda y el que mostró su capacidad de crear música auténtica y completamente innovadora, definitivamente adelantada a su época. Mezcla punk, electrónica y algo de metal, con bases rítmicas que van de lo mecánico a lo bailable.
Se editó una versión remasterizada de este álbum en 2005.

## Lista de canciones
Todos los temas escritos por Killing Joke.
Edición original 1980:
1. "Requiem" – 3:44
2. "Wardance" – 3:49
3. "Tomorrow's World" – 5:30
4. "Bloodsport" – 4:46
5. "The Wait" – 3:45
6. "Complications" – 3:08
7. "Change"* – 4:00
8. "S.O.36" – 6:52
9. "Primitive" – 3:35

(*) Tema incluido en la versión de EE. UU. pero no en la del Reino Unido.
Re-edición remasterizada 2005:
1. "Requiem" – 3:44
2. "Wardance" – 3:49
3. "Tomorrow's World" – 5:30
4. "Bloodsport" – 4:46
5. "The Wait" – 3:45
6. "Complications" – 3:08
7. "S.O.36" – 6:52
8. "Primitive" – 3:35
9. "Change"** – 4:01
10. "Requiem" (Single Version)* – 3:47
11. "Change" (Dub)* – 4:00
12. "Primitive" (Rough Mix)* – 3:34
13. "Bloodsport" (Rough Mix)* – 4:50

(*) Bonus tracks.
(**) "Change" no se incluyó en la versión original inglesa del disco y sólo se incluyó en la versión editada en EE. UU.

## Integrantes
- Jaz Coleman - voz, sintetizadores
- Geordie Walker - guitarra
- Youth - bajo
- Paul Ferguson - batería